# آغ‌داش (شهر)
آغ‌داش (به لاتین: Ağdaş) (به معنی سنگ سفید) (تا ۱۹۱۹ آرش Ərəş) شهری در شهرستان آغ‌داش کشور جمهوری آذربایجان است. جمعیت این شهر بر اساس سرشماری سال ۱۹۸۹ میلادی، ۱۹٫۷۵۶ نفر و بر اساس سرشماری سال ۲۰۰۸ میلادی، ۲۳٫۷۰۰ بوده‌است.